# 尼利 (愛達荷州)
尼利（英語：Neeley）是位於美國愛達荷州鮑爾縣的一個非建制地區。該地的面積和人口皆未知。

## 地理
尼利的座標為42°44′01″N 112°54′54″W / 42.73361°N 112.91500°W，而該地的平均海拔高度為1317米（即4321英尺）。